# Битва при Котагаите
Битва при Котагаите (исп. Combate de Cotagaita), произошедшая 27 октября 1810 года во время испано-американских войн за независимость, была первым военным сражением, в котором приняла участие армия, созданная Временным правительством Хунты провинций Рио-де-ла-Плата, правительственным органом, созданным в Буэнос-Айресе после Майской революции и смещения вице-короля Бальтазара Идальго де Сиснероса. Ему противостояла испанская армия, верная вице-королю Перу Хосе Фернандо де Абаскалю-и-Соузе.
Битва произошла недалеко от укреплений Сантьяго-де-Котагаита, в настоящее время расположенных в департаменте Потоси, Боливия. После четырех часов боя революционная армия была вынуждена отступить, оттесненная роялистами.

## Исторический фон
Правительство, возникшее в Буэнос-Айресе после Майской революции, в качестве своего первого акта постановило создать армию для отправки в другие города вице-королевства. Набранные войска были немедленно отправлены в Кордову, где они подавили контрреволюционную попытку бывшего вице-короля Сантьяго де Линьерса. Командир экспедиции Франсиско Антонио Ортис де Окампо был уволен после того, как отказался немедленно казнить вице-короля Сантьяго де Линьерса, его сменил Антонио Гонсалес Балькарсе, к которому в качестве политического комиссара присоединился Хуан Хосе Кастелли, член правящей хунты.
Услышав новости о Майской революции, вице-король Перу Хосе Фернандо де Абаскаль предпринял шаги по временному включению в состав своего вице-королевства территорий Верхнего Перу, которые стали частью вице-королевства Рио-де-ла-Плата с момента его основания в 1776 году. Он также назначил командующим военной экспедиции, готовившейся к отправке в Перу, временного президента Королевской Аудиенсии Куско Хосе Мануэля де Гойенече, который собрал войска у реки Десагуадеро и немедленно начал заботиться об их организации, дисциплине и обучении.
Хосе Мануэль де Гойенече поручил своему заместителю Хуану Рамиресу Ороско собрать как можно больше вооруженных людей и поспешить на помощь президенту Королевской аудиенсии Чаркаса Висенте Ньето, чтобы встретить наступление революционной армии. Восстание в Кочабамбе 14 сентября 1810 года сделало этот план невозможным, вынудив Хуана Рамиреса Ороско отправить свои лучшие войска, чтобы восстановить контроль над городом. Таким образом, Висенте Ньето был вынужден отправить на юг войска, которые он смог собрать в своем городе и в Потоси, и которые достигли авангарда роялистской армии, отступившей в Тупису под командованием Хосе де Кордовы и Рохаса.
Со своей стороны, Антонио Гонсалес Балькарсе ускорил свой поход, услышав известие о восстании в Кочабамбе, и, переправившись через Кебраду-де-Умауака, расположился лагерем в Яви, не дожидаясь подкрепления. Узнав, что роялисты покинули Тупису, чтобы укрепиться в Котагаите, Антонио Гонсалес Балькарсе предположил, что этот шаг был продиктован страхом быть застигнутыми врасплох восстаниями населения Верхнего Перу, и ускорил подготовку к нападению.

## Ход битвы
После того как Хосе де Кордова Кордова-и-Рохас отклонила его требование о сдаче, Антонио Гонсалес Балькарсе принял меры и 27 октября атаковал противника. Последний решил ожидать атаки в хорошо защищенной позиции: помимо того, что перед ним была река, арьергард роялистской армии прикрывался лесом, над которым возвышались четыре высоты, где Кордова разместил артиллерийские орудия. Войска были разделены на пять колонн. Пушки были сосредоточены в центральном.
Балькарсе атаковал в центре с большим энтузиазмом, вызвав ответный огонь артиллерии роялистов. Сторонникам независимости удалось захватить высоту, но вскоре они были отброшены. На правом фланге их развертывания выделялись «Батальон охотников» Мануэля Доррего и «1-й батальон» Грегорио Педриэля, атаки которых были отражены роялистами. В центре и на левом фланге «Бланденгес» Авраама Гонсалеса и гусарский полк Мартина Мигеля де Гуэмеса были отброшены ротами Провинциального полка Потоси и батальона Пуно, возглавляемых полковником-роялистом Индалесио Гонсалесом де Сокасой.
После четырех часов боя Антонио Гонсалес Балькарсе отдал приказ к отступлению, которое произошло организованно. Хуан де Кордова, со своей стороны, не мог отдать приказ о преследовании противника из-за нехватки мулов, которых увели погонщики, бежавшие накануне конфликта. Потери армии патриотов составили 3 убитых и 6 раненых.

## Последствия
После столкновения Антонио Гонсалес Балькарсе беспрепятственно отступил в Тупису, где получил подкрепление и боеприпасы из Сан-Сальвадора-де-Жужуй. Хуан де Кордова также получил новые войска из Потоси, с которыми начал наступление на патриотов, несмотря на противоположное мнение Висенте Ньето, высказавшегося в пользу более оборонительной тактики. Таким образом, роялисты встретили на своем пути хорошо укрепленную армию, готовую к битве. 7 ноября битва при Суйпаче ознаменовала убедительную победу революционной армии, которая таким образом вернула себе инициативу в Верхнем Перу.